# ヘンリー・サンドフォード (初代マウント・サンドフォード男爵)
初代マウント・サンドフォード男爵ヘンリー・ムーア・サンドフォード（英語: Henry Moore Sandford, 1st Baron Mount Sandford、1751年7月28日 – 1814年12月29日）は、アイルランド王国出身の政治家、貴族。

## 生涯
ヘンリー・サンドフォード（Henry Sandford、1797年2月12日没）とサラ・ムーア（Sarah Moore、初代マウント・ケッシェル子爵スティーブン・ムーアの娘）の息子として、1751年7月28日に生まれた。
1776年から1783年と1791年から1800年までロスコモン・バラ選挙区の代表としてアイルランド庶民院議員を務めた後、1800年7月31日にアイルランド貴族であるロスコモン県におけるカスルレーのマウント・サンドフォード男爵に叙された。この爵位には特別残余権（special remainder）があり、初代男爵の男系子孫が断絶した場合に初代男爵の兄弟が爵位を継承できるとされた。
1780年6月13日、キャサリン・オリヴァー（Katharine Oliver、1762年頃 – 1818年10月19日、シルヴァー・オリヴァーの娘）と結婚した。
1814年12月29日に死去、息子がおらず爵位は特別残余権に基づき弟ウィリアムの一人息子ヘンリーが継承した。